# Bahrein Nationaal Stadion
Het Bahrain National Stadium (Arabisch: ستاد البحرين الوطني) is het nationale stadion van Bahrein. Het stadion ligt in het oosten van de stad Riffa. Er is plek voor 30.000 toeschouwers en wordt meestal gebruikt voor voetbalwedstrijden.
Het is gebouwd in 1982. Vanaf december 2012 werd het stadion gerenoveerd omdat in 2013 een gaststadion zou zijn in de Golf Cup of Nations.

## Golf Cup of Nations 2013
Tussen 5 en 18 januari 2013 was het stadion een van de gaststadions tijdens de Golf Cup of Nations. In dit stadion werden 4 groepswedstrijden gespeeld en daarnaast ook nog de halve finale, troostfinale en finale. In de finale werd het voetbalelftal van de Verenigde Arabische Emiraten kampioen door met 2–1 te winnen van Irak.
| № | Datum           | Wedstrijd               | Uitslag | Golf Cup of Nations 2013 | Toeschouwers |
| - | --------------- | ----------------------- | ------- | ------------------------ | ------------ |
| 1 | 5 januari 2013  | Bahrein – Oman          | 0 – 0   | Groepsfase               | 35.000       |
| 2 | 8 januari 2013  | Qatar – Oman            | 2 – 1   | Groepsfase               | 5.000        |
| 3 | 11 januari 2013 | Bahrein – Qatar         | 1 – 0   | Groepsfase               | 35.000       |
| 4 | 12 januari 2013 | Koeweit – Saoedi-Arabië | 1 – 0   | Groepsfase               | 25.000       |
| 5 | 15 januari 2013 | V.A.E. – Koeweit        | 1 – 0   | Halve finale             | 30.000       |
| 6 | 15 januari 2013 | Irak – Bahrein          | 1 – 1   | Halve finale             | 25.000       |
| 7 | 18 januari 2013 | Koeweit – Bahrein       | 6 – 1   | Troostfinale             | 10.000       |
| 8 | 18 januari 2013 | V.A.E. – Irak           | 2 – 1   | Finale                   | 30.000       |